# Richard Leduc
Pour les articles homonymes, voir Leduc.
Richard Rene Arthur Leduc est un acteur français né le 2 octobre 1941 à Argenteuil et mort le 11 novembre 2022 à Clichy.

## Biographie
Après le conservatoire, il a joué au Théâtre Montparnasse dans L'été de Romain Weingarten sous la mise en scène de Jean-François Adam avec Brigitte Fossey, Dominique Labourier, Jean Lescot et Alain Libolt. Leduc fait ses débuts dans la série télévisée tournée en 1967 Les oiseaux rares de Jean Dewever aux côtés des jeunes actrices Claude Jade et encore Dominique Labourier. Dans son premier long métrage en 1968, il a joué le rôle principal, Simon, dans  Paris n'existe pas de Robert Benayoun. Peu après, c'est Alain Robbe-Grillet qui l'engage pour jouer  dans L'Éden et après. Il a joué en 1970 Félix de Vandenesse à côté de Delphine Seyrig dans Le lys dans la vallée de Marcel Cravenne, le rôle de Maxence à côté de Claude Jade dans la saga Mauregard et le rôle principal de Saint-Brice dans Nous n'irons plus au bois. Robbe-Grillet l'engage aussi pour N. a pris les dés ... et Benayoun en 1975 pour Sérieux comme le plaisir. En 1974, il joue avec Niels Arestrup un couple gay dans Miss O'Gynie et les hommes fleurs, dans lequel les deux hommes résistent à l'attrait d'une jeune femme.

## Filmographie

### Cinéma
- 1968 : Paris n'existe pas de Robert Benayoun : Simon
- 1969 : L'Éden et après d'Alain Robbe-Grillet : Marc-Antoine
- 1969 : Des Christs par milliers de Philippe Arthuys : Jérôme
- 1970 : Nous n'irons plus au bois de Georges Dumoulin : Saint-Brice
- 1971 : N. a pris les dés... d'Alain Robbe-Grillet
- 1971 : Traité du rossignol de Jean Fléchet : Vigo, le preneur de son
- 1974 : Sérieux comme le plaisir de Robert Benayoun : Bruno
- 1974 : Miss O'Gynie et les hommes fleurs de Samy Pavel : Pierre
- 1976 : Les Mal Partis de Sébastien Japrisot : Poupée
- 1982 : Room service de Boris Bergman (court-métrage)

### Télévision
- 1969 : Les Oiseaux rares, feuilleton de Jean Dewever : Charles, directeur du prisunic
- 1969 : Salomé de Pierre Koralnik : le jeune page
- 1970 : Le Lys dans la vallée de Marcel Cravenne : Félix de Vandenesse
- 1970 : Mauregard de Claude de Givray, (feuilleton télévisé) : Maxence de Mettray jeune
- 1988 : Les Enquêtes du commissaire Maigret, épisode : La Vieille Dame de Bayeux, téléfilm de Philippe Laïk : le dentiste du cercle
- 1989 : Les Enquêtes du commissaire Maigret, épisode : Maigret et l'inspecteur malgracieux de Philippe Laïk : le docteur
- 1989 : Mieux vaut courir d'Élisabeth Rappeneau : Max

## Théâtre
- 1966 : L'Été de Romain Weingarten, mise en scène Jean-François Adam, Théâtre de Poche Montparnasse
- 1968 : Notre Petite Ville (Our Town) de Thornton Wilder, mise en scène de Raymond Rouleau au Théâtre Hébertot
- 1968 : Le Cygne noir de Martin Walser, adaptation de Gilbert Badia, mise en scène de Sacha Pitoëff, décors Nicolas Treatt, Théâtre Moderne
- 1979 : Le Philanthrope de Christopher Hampton, mise en scène Michel Fagadau,  Théâtre Montparnasse